# アロイス・ケーリン
アロイス・ケーリン（Alois "Wisel" Kälin、1939年4月13日 - ）は、スイス、アインジーデルン出身の元ノルディック複合、クロスカントリースキー選手。オリンピックのノルディックスキー種目でスイスに初のメダルをもたらした選手であり、2009年現在ではオリンピックのノルディック複合とクロスカントリースキーの両方でメダルを獲得した最後の選手である。

## プロフィール
1964年インスブルックオリンピックに初めて出場、ノルディック複合では前半ジャンプで28位ながら後半クロスカントリースキーでトップのタイムで12位となった。クロスカントリースキーでは50kmで20位、リレーで9位となった。
1968年グルノーブルオリンピックではノルディック複合で前半ジャンプ24位からまたしても後半クロスカントリースキーでトップのタイムの快走で銀メダルを獲得。クロスカントリースキーでは50kmで23位、リレーで5位となった。
32歳となった1972年札幌オリンピックではクロスカントリースキー15km17位、30kmでは7位、リレーのメンバーとして銅メダルを獲得した。